# Azambuja
Azambuja és un municipi portuguès, situat al districte de Lisboa, a la regió del Ribatejo i a la subregió de Lezíria do Tejo. L'any 2006 tenia 21.748 habitants. Limita al nord amb Rio Maior, al nord-est amb Santarém, a l'est amb Cartaxo, al sud-est amb Salvaterra de Magos, al sud amb Benavente i Vila Franca de Xira i a l'oest amb Alenquer i Cadaval.

## Població
| Població del concelho d'Azambuja (1801 – 2004) | Població del concelho d'Azambuja (1801 – 2004) | Població del concelho d'Azambuja (1801 – 2004) | Població del concelho d'Azambuja (1801 – 2004) | Població del concelho d'Azambuja (1801 – 2004) | Població del concelho d'Azambuja (1801 – 2004) | Població del concelho d'Azambuja (1801 – 2004) | Població del concelho d'Azambuja (1801 – 2004) | Població del concelho d'Azambuja (1801 – 2004) |
| ---------------------------------------------- | ---------------------------------------------- | ---------------------------------------------- | ---------------------------------------------- | ---------------------------------------------- | ---------------------------------------------- | ---------------------------------------------- | ---------------------------------------------- | ---------------------------------------------- |
| 1801                                           | 1849                                           | 1900                                           | 1930                                           | 1960                                           | 1981                                           | 1991                                           | 2001                                           | 2004                                           |
| 3402                                           | 3514                                           | 11446                                          | 14035                                          | 18218                                          | 19768                                          | 19568                                          | 20837                                          | 21508                                          |

## Freguesies
- Alcoentre
- Aveiras de Baixo
- Aveiras de Cima
- Azambuja
- Maçussa
- Manique do Intendente
- Vale do Paraíso
- Vila Nova da Rainha
- Vila Nova de São Pedro